# Leiser (Familienname)
Leiser ist ein deutscher Familienname. Er kommt normal häufig vor.

## Herkunft und Bedeutung
Leiser ist ein oberdeutscher Örtlichkeitsname. Dabei soll der Wortteil „Leis“ eine Art Flussniederung beschreiben. Die Endung „er“ dient der Personalisierung des Örtlichkeitsnamens.

## Verbreitung
Etwa 1600 Namensträger im Hohenlohekreis und im Raum Pirmasens

## Varianten
- Leiseder
- Leismüller

## Namensträger
- Erwin Leiser (1923–1996), deutsch-schwedischer Publizist und Regisseur
- Friedrich Leiser (1895–1961), deutscher Verwaltungsbeamter
- Godi Leiser (Gottfried Paul Leiser; 1920–2009), Schweizer Maler und Grafiker
- Gottfried Leiser (1853–1922), deutscher Politiker (DDP)
- Herbert Leiser (* 1941), Schweizer Schauspieler
- Holmrike Oesterhelt-Leiser (* 1943), deutsche Rhythmikerin
- Kevin Leiser (* 1993), deutscher Politiker (SPD), MdB
- Martin Leiser (* 1978), Schweizer Hürdenläufer und Sprinter
- Moshe Leiser (* 1956), belgischer Opernregisseur, siehe Moshe Leiser und Patrice Caurier
- Richard Leiser (1876–1955), österreichischer Chemiker
- Rudolf Leiser (* 1941), Schweizer Veterinärmediziner, Anatom und Hochschullehrer
- Verena Leiser (* 1945), Schweizer Leichtathletin
- Walter Leiser (1931–2023), Schweizer Ruderer